# Aubrey David
Aubrey David est un footballeur international guyano-trinidadien né le 11 octobre 1990 à Georgetown au Guyana. Il joue au poste de défenseur au SD Aucas et avec la sélection trinidadienne.

## Biographie
David est sélectionné pour la première fois avec la sélection trinidadienne le 29 février 2012 à l'occasion d'un match amical contre Antigua-et-Barbuda. En mai de la même année, il dispute deux matchs amicaux et figure sur la feuille de deux matchs de troisième tour des éliminatoires de la coupe du monde avec la sélection guyanienne en juin. Finalement, il décide de retrouver l'équipe de Trinité-et-Tobago et dispute le second tour préliminaire de la Coupe caribéenne des nations en novembre.